# Joseph de Gallifet
Joseph de Gallifet SJ (Joseph-François de Gallifet) (* 2. Mai 1663 in Le Tholonet bei Aix-en-Provence, Frankreich; † 1. September 1749, Lyon) war ein französischer katholischer Priester und Autor theologischer Werke.

## Leben
Joseph de Gallifet trat am 17. September 1678 zu Avignon in das Noviziat der Gesellschaft Jesu ein. Der hl. Claude de la Colombière, der sein Seelenführer und sein Lehrer war, machte ihn mit der Herz-Jesu-Verehrung vertraut. Er förderte im Jesuitenorden als Oberer und als Seelenführer diese Devotion und schrieb diverse Schriften dazu. Er setzte sich intensiv für die Errichtung eines Herz-Jesu-Festes, eines der Kerninhalte der Visionen der hl. Margareta Maria Alacoque, ein. Sein Werk De Cultu Sacrosanti Cordis Jesu wurde in alle europäischen Sprachen übersetzt. Dieses Werk, ein Plädoyer für die Herz-Jesu-Verehrung, enthält eine Biografie von Margareta Maria Alacoque und eine Zusammenstellung der damaligen Verbreitung der Devotion, inklusive der errichteten Herz-Jesu-Bruderschaften. Er selbst gründete die Herz-Jesu-Bruderschaft an der Kirche San Teodoro al Palatino, der die Feier eines Herz-Jesu-Festes im Jahr 1765 durch Papst Clemens XIII. bewilligt wurde.
Zusammen mit Jean Croiset gilt er als wichtigster Apostel der Herz-Jesu-Verehrung im Geiste der Erscheinungen von Margareta Maria Alacoque in Paray-le-Monial.

## Werke
- De Cultu Sacrosanti Cordis Jesu ac Domini Nostri Jesu Christi in variis christiani orbis provinciis jam propagato. Rom 1726
- L´excellence et la pratique de la dévotion à la Sainte Vierge. Lyon 1750